# 시네마 렉스 화재
시네마 렉스 화재(페르시아어: آتش سوزی سینما رکس)는 1978년 8월 19일 이란 제국 아바단의 영화관 시네마 렉스에서 일어난 방화로 최소 420명 이상의 민간인이 사망한 사건이다.
당시 이란 제정은 처음에는 "이슬람주의 마르크스주의자"들이 방화범이라고 주장했다가, 그 뒤에는 전투적 이슬람주의자들의 소행이라고 발표했다. 한편 반정부 시위자들은 제정의 비밀경찰이었던 사바크(SAVAK, 국가정보안보기구)가 불을 질렀다고 주장했다. 이후 이란 혁명이라는 혼란기가 벌어졌기 때문에 방화범들의 배후 세력이 누군지는 아직도 오리무중이다.
사건 당일 렉스 극장에서는 수백 명의 사람들이 베흐로즈 보소우기가 출연한 반정부 영화 《사슴들》을 관람하고 있었다. 20시 21분, 남자 네 명이 극장 문을 바깥에서 빗장을 지르고 휘발유를 뿌렸다. 방화범들이 휘발유에 성냥을 떨어뜨리면서 극장 정문에서부터 불이 시작되었다. 문이 열리지 않는 것을 확인한 방화범들은 도주했다. 소방차 세 대가 출동했으나 모두 물이 없었고, 불과 100 미터 떨어진 경찰서는 제 때 신고 접수를 받지 않았다.
이 화재로 죽은 사람이 정확히 몇명인지는 추측만 가능할 뿐 아무도 모른다. 여러 출처에 따라 377명, 410명, 430, 422명, 심지어 800명 이상이 죽었다고도 한다. 1980년 국제사면위원회가 작성한 보고서에서는 438명이 사망했다고 한다.
방화 주체가 누군지에 관해 저마다 다른 이야기를 하고 있으나, 어쨌든 이 사건이 1978년 이란 혁명을 촉발시킨 중대사건이었음은 변하지 않는다. 반정부 인사들은 사박 요원들이 용의자를 쫓다가 용의자가 극장에 뛰어들어 군중 속에 숨어들자 극장에 통째로 불을 지른 것이라고 주장했다. 문을 열 수 없었기 때문에 극장 안에 있던 사람들은 모주 사망했다. 이란 신문 《소브헤 엠루즈》는 사설에서 이슬람 극단주의자들을 용의자로 지목했다. 이 때문에 이 신문은 나중에 폐간당한다.